# Bommanahalli, Basavana Bagevadi
Bommanahalli là một làng thuộc tehsil Basavana Bagevadi, huyện Bijapur, bang Karnataka, Ấn Độ.